# 米田虎雄

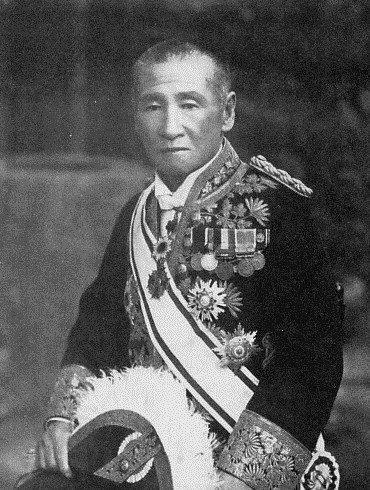
米田虎雄

米田 虎雄（こめだ とらお、1839年3月10日（天保10年1月25日）- 1915年（大正4年）11月27日）は、幕末の熊本藩家老、明治から大正期の日本の宮内官僚。侍従長、宮中顧問官、陸軍中佐、子爵。諱・是保、通称・虎之助。明治天皇の側近。

## 経歴
肥後国熊本城下町内坪井で熊本藩家老・長岡是容（監物）の二男として生まれる。慶応2年9月（1866年）兄是豪を継いで熊本藩家老に就任。戊辰戦争においては藩兵を率いて東北各地に転戦した。明治2年8月（1869年）熊本藩大参事に就任。その後、権大参事として実学党による藩政改革を行った。
1873年（明治6年）1月9日、宮内省に転じ侍従番長に就任。1877年（明治10年）8月29日、三等侍補となり、天皇親政運動に加わった。同年9月3日、陸軍中佐兼三等侍補、1878年（明治11年）12月24日、陸軍中佐兼侍従長に就任。1988年（明治21年）4月20日、兼主猟官となる。1892年（明治25年）10月15日、父監物の維新の功により男爵を叙爵。1904年（明治37年）2月16日、侍従兼主猟官に加えて宮中顧問官を兼任。1908年（明治41年）、主猟頭となり、同年11月7日、宮中顧問官を依願免官となる。1914年（大正3年）5月13日、多年の輔弼の功により子爵に陞爵し、兼任侍従職幹事を依願免官、主猟頭の専任となる。墓所は東海寺の大山墓地。

## 栄典
位階
- 1893年（明治26年）4月21日 - 正四位[10]
- 1913年（大正2年）7月10日 - 正三位[11]
- 1915年（大正4年）11月27日 - 従二位[12]

爵位
- 1892年（明治25年）10月15日 - 男爵[13]
- 1914年（大正3年）5月13日 - 子爵[14]

勲章等
| 受章年                     | 略綬 | 勲章名                   | 備考 |
| -------------------------- | ---- | ------------------------ | ---- |
| 1882年（明治15年）2月4日   |      | 勲四等旭日小綬章         |      |
| 1888年（明治21年）12月26日 |      | 勲三等瑞宝章             |      |
| 1889年（明治22年）11月25日 |      | 大日本帝国憲法発布記念章 |      |
| 1895年（明治28年）10月31日 |      | 勲二等旭日重光章         |      |
| 1908年（明治41年）12月25日 |      | 勲一等瑞宝章             |      |
| 1915年（大正4年）11月27日  |      | 旭日大綬章               |      |

外国勲章佩用允許
| 受章年                    | 国籍       | 略綬 | 勲章名                           | 備考 |
| ------------------------- | ---------- | ---- | -------------------------------- | ---- |
| 1899年（明治32年）7月4日  | ロシア帝国 |      | 神聖スタニスラス星章付第二等勲章 |      |
| 1905年（明治38年）6月16日 | 大清帝国   |      | 勲二等第一双竜宝星               |      |

## 親族
- 養子 米田国臣（貴族院子爵議員、細川興勝三男）[1]